# Бранденбурзькі ворота (Калінінград)

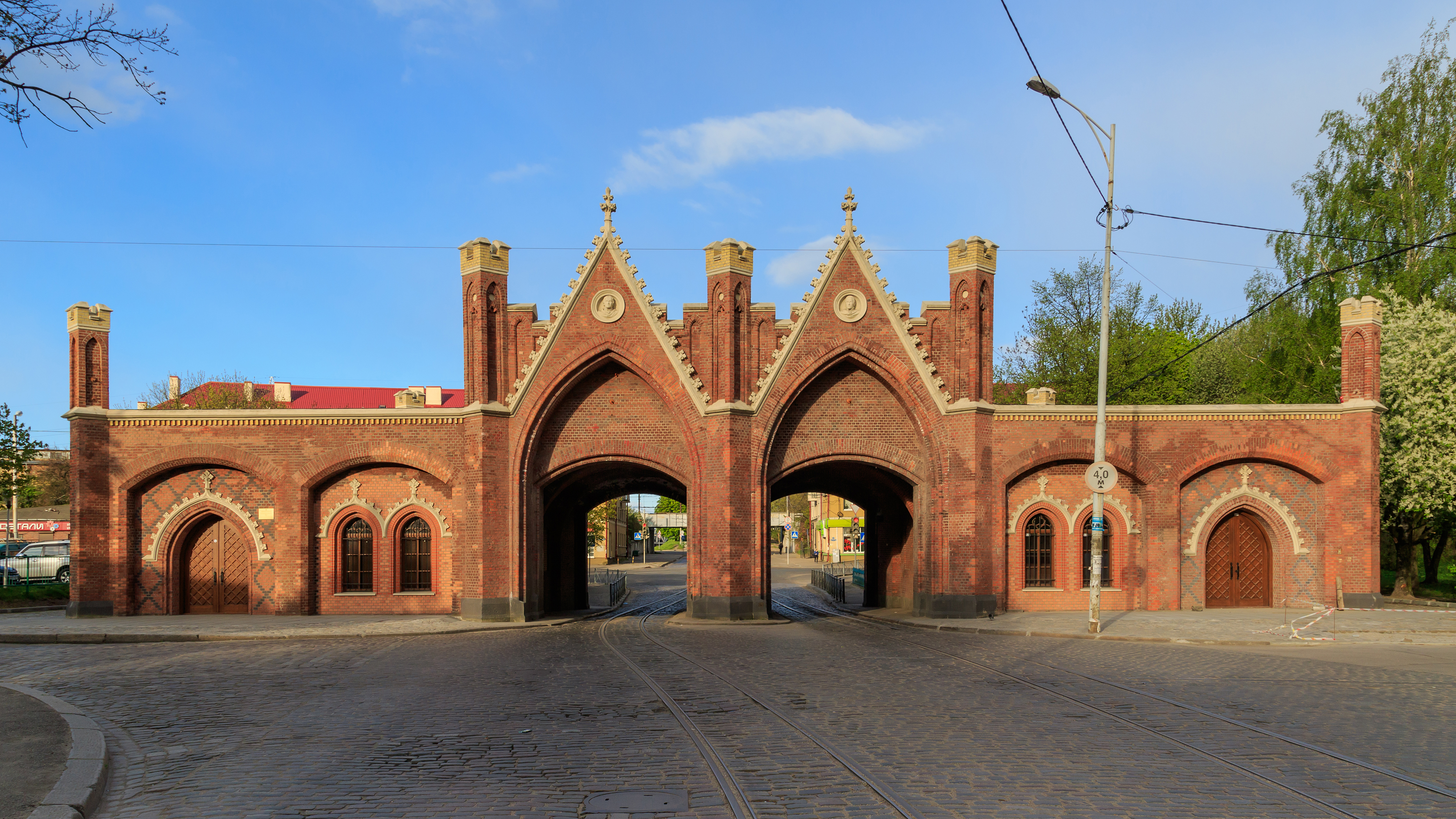
Бранденбурзькі ворота в Калінінграді

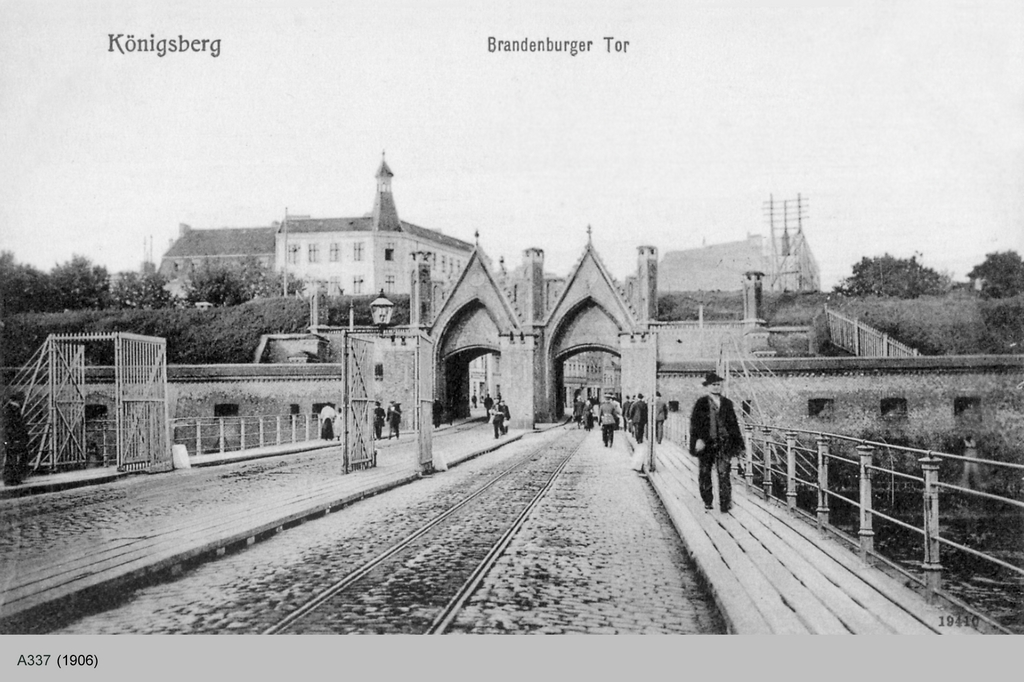
Бранденбурзькі ворота в 1908 році

Бранденбурзькі ворота (нім. Brandenburger Tor) — одні з семи збережених міських воріт Калінінграда. Розташовані у закінчення вулиці Багратіона, що переходить далі в вулицю Суворова (колишня Берлінська), на кордоні історичного міського району «Хаберберг».
Бранденбурзькі ворота — єдині міські ворота Калінінграда, досі використовуються за прямим призначенням.

## Історія
Бранденбурзькі ворота були збудовані в Кенігсберзі в 1657 році на південно-західній ділянці Першого вального зміцнення при перетині його з дорогою, що веде до замку Бранденбург (нині с. Ушакова). Через відсутність коштів і відповідного проекту улаштовувачі обмежилися зведенням дерев'яних воріт, поставлених під дах і упираються в земляний вал. Для надійного прикриття попереду вирили рів і заповнили водою.
Через сто років за розпорядженням пруського короля Фрідріха II застарілу будову було зламано, і на його місці споруджена масивна цегляна споруда з двома просторими проїздами, мають стрілчасте завершення. Нові міцні ворота повністю перекрили дорогу на південь (нині вулиця Суворова) і служили надійним захистом міста. Товсті стіни добре переховували невеликий гарнізон каральних, які розміщувалися у внутрішніх казематах. Тут також були службові, підсобні, складські приміщення та підйомники. Під час реставраційних робіт 1843 року ворота були значно перебудовані (майже що побудовані заново на тому ж місці) і прикрашені загостреними декоративними фронтонами, хрестоподібними квітами з пісковику, стилізованими листям на наверхів'ях, гербами і медальйонами. На воротах встановлені скульптурні портрети фельдмаршала Боєна (1771–1848), військового міністра, учасника проведення реформ в прусської армії; праворуч — генерал-лейтенанта Ернста фон Астера (1778–1855), шефа інженерного корпусу, одного з авторів Другого вального зміцнення.
Бранденбурзькі ворота — єдині з усіх збережених до наших днів воріт, виконують свою колишню транспортну функцію.

## Архітектура
Ворота мають два проїзди. Хоча всі збудовані в середині XIX століття в Кенігсберзі ворота ставилися до стилю неоготики, в Бранденбурзьких воротах готичні мотиви виражені особливо яскраво. Виділяються стрілоподібні фронтони, які надають низькому по суті будинку відчуття висоти. Ворота багато прикрашені декоративними елементами — наприклад, горельєфами і стилізованими кам'яними квітками.